# Шабельня (Винницкая область)
Шабельня (укр. Шабельня) — село на Украине, находится в Ильинецком районе Винницкой области.
Код КОАТУУ — 0521282806. Население по переписи 2001 года составляет 388 человек. Почтовый индекс — 22733. Телефонный код — 4345.
Занимает площадь 1,72 км².

## Адрес местного совета
Кальник, ул.Ленина, 146